# Катанио, Костанцо
Франческо Костанцо Катанио (итал. Francesco Costanzo Catanio; 1602 — 3 июля 1665) — итальянский живописец, один из представителей феррарской школы периода маньеризма. Известен также под именами Каттани, Каттанео или Катанио, иногда без имени Франческо.

## Биография
Катанио родился в 1602 году в Ферраре, в то время в Папской области (ныне Эмилия-Романья), в семье Джулио Чезаре Катанио. Обучался живописи у Скарселлино в Ферраре, затем в Болонье в мастерской Гвидо Рени. После смерти отца в 1627 году вернулся в Феррару. Писал под влиянием Карло Бонони и в большей степени Караваджо.
Катанио описывали как человека, склонного к оружию, охоте и дракам. Он был настолько сварлив и имел такой бурный нрав, что большую часть своей жизни провел в изгнании или в опале. После ранения солдата Катанио был вынужден искать убежища в монастыре Сан-Франческо, где он работал над фресками. Он смог путешествовать с маркизом Джиральди по всей Италии. В 1654 году он ненадолго отправился в Рим под покровительство кардинала Карло Пио ди Савойя.
Его «Мученичество Святого Матфея» для церкви Санто Спирито написано, вероятно, вскоре после 1636 года. Во время Второй мировой войны две его картины погибли: «Святой Людовико Гонзага, приносящий благословение синьории ди Кастильоне» в церкви Санто-Стефано; и «Орационе нелль’Орто» в церкви Сан-Бенедетто.